# (152641) Fredreed
(152641) Fredreed est un astéroïde de la ceinture principale.

## Description
(152641) Fredreed est un astéroïde de la ceinture principale. Il fut découvert le 5 septembre 1997 à Alfred University (en) par David R. De Graff et J. Scott Weaver. Il présente une orbite caractérisée par un demi-grand axe de 2,58 UA, une excentricité de 0,23 et une inclinaison de 3,3° par rapport à l'écliptique.

## Compléments